# NGC 2775
NGC 2775，也稱為科德韋爾48，是位於巨蟹座的一個螺旋星系。這個星系有個核球和多條旋臂，在其間可以偵測到電離氫區，這意味著最近有恆星在形成。它是在1783年被威廉·赫歇爾發現的。
NGC 2775是在NGC 2775群中最顯著的星系，並且追隨著我們的本星系群，也是室女座超星系團的一部分。NGC 2775群的其他成員包括NGC 2777和 UGC 4781。

## 外部連結
- WikiSky上关于NGC 2775的内容：DSS2, SDSS, GALEX, IRAS, 氢α, X射线, 天文照片, 天图, 文章和图片